# Ponte Vecchio (Albi)
Il Ponte Vecchio è un ponte lungo 150 metri situato ad Albi, in Francia.

## Posizione
Il ponte si trova nel dipartimento francese del Tarn, nel comune di Albi e attraversa il fiume Tarn.
Rientra nel perimetro della Città episcopale di Albi dichiarata patrimonio dell'umanità dall'UNESCO nel 2010.

## Storia
Il Pont du Tarn, come era chiamato in origine, fu costruito tra il 1035 e il 1042. Le parti più antiche attualmente visibili risalgono al XIII secolo. Costruito con una carreggiata troppo stretta non permetteva il passaggio dei carri e le merci venivano trasportate a dorso di animali o da uomini .
Nel XIII secolo (probabilmente tra il 1230 e il 1240), il ponte fu ricostruito. Fu quindi istituito un pedaggio all'ingresso , anche se è attestato che i pedaggi venivano già riscossi nel 1193. Erano tassate solo le merci riportate nel cartulario di Albi del 1245. Tuttavia, il cartulario specifica che gli ebrei, vivi o morti, venivano tassati. La detrazione dei diritti, riservata prima ai visconti e poi ai signori vescovi di Albi, fu successivamente una prerogativa offerta ai consoli di Albi nel 1269 . Il ponte contribuì allo sviluppo urbano e commerciale della città e il denaro così raccolto veniva utilizzato per la manutenzione del ponte ma anche dei bastioni della città.
Nel XV secolo, vennero costruite delle case sui pilastri del ponte in modo da rendere più solida la struttura e la sua forma ricordava il Ponte Vecchio di Firenze. Queste case furono distrutte dall'alluvione del 1766. Nel 1820 la sua carreggiata fu raddrizzata e ampliata per consentire l'attraversamento di carri a quattro ruote. L'edificio è classificato come monumento storico dal 16 marzo 1921.